# Chico & the Gypsies
Chico & the Gypsies ist eine französische Musikgruppe mit Rumba, Flamenco, Pop und Rock. Ihr Leiter ist Chico Bouchikhi, ein ehemaliges Mitglied der Gipsy Kings. Ein weiteres bekanntes Mitglied ist Jean-Pierre Cargol, der Hauptdarsteller aus François Truffauts Das wilde Kind.

## Geschichte
Nachdem Jalloul „Chico“ Bouchikhi als einer der Gründer der Gipsy Kings 1991 die Gruppe verlassen hatte, gründete er die Band „Chico & the Gypsies“.

## Diskografie

### Alben
| Jahr | Titel                                           | Höchstplatzierung, Gesamtwochen, AuszeichnungChartplatzierungen (Jahr, Titel, Platzierungen, Wochen, Auszeichnungen, Anmerkungen) | Höchstplatzierung, Gesamtwochen, AuszeichnungChartplatzierungen (Jahr, Titel, Platzierungen, Wochen, Auszeichnungen, Anmerkungen) | Höchstplatzierung, Gesamtwochen, AuszeichnungChartplatzierungen (Jahr, Titel, Platzierungen, Wochen, Auszeichnungen, Anmerkungen) | Anmerkungen                                   |
| Jahr | Titel                                           | FR | BEW | CH | Anmerkungen                                   |
| ---- | ----------------------------------------------- | --- | --- | --- | --------------------------------------------- |
| 1996 | Vagabundo                                       | FR39 (2 Wo.)FR | — | — |                                               |
| 2005 | Freedom                                         | FR12 Gold · (35 Wo.)FR | — | — |                                               |
| 2008 | Suerte                                          | FR43 (16 Wo.)FR | — | — | Erstveröffentlichung: 1. Dezember 2008        |
| 2010 | Live in Olympia                                 | FR96 (3 Wo.)FR | — | — |                                               |
| 2011 | Chantent Charles Aznavour                       | FR78 (9 Wo.)FR | — | — | Erstveröffentlichung: 5. September 2011       |
| 2012 | Chico and the Gypsies … and Friends             | FR7 Platin · (51 Wo.)FR | BEW20 (33 Wo.)BEW | — | Erstveröffentlichung: 22. Juni 2012           |
| 2013 | Fiesta                                          | FR11 Gold · (27 Wo.)FR | BEW34 (21 Wo.)BEW | — | Erstveröffentlichung: 10. Mai 2013            |
| 2014 | Chico and the Gypsies and International Friends | FR52 (18 Wo.)FR | BEW59 (26 Wo.)BEW | — | Erstveröffentlichung: 28. November 2014       |
| 2016 | Color 80’s                                      | FR9 (23 Wo.)FR | BEW17 (33 Wo.)BEW | — | Erstveröffentlichung: 26. Februar 2016        |
| 2016 | Color 80’s Vol.2                                | FR30 (11 Wo.)FR | BEW33 (11 Wo.)BEW | — | Erstveröffentlichung: 26. August 2016         |
| 2018 | Mi corazón                                      | FR8 (12 Wo.)FR | BEW26 (8 Wo.)BEW | CH83 (1 Wo.)CH | Erstveröffentlichung: 27. Juli 2018           |
| 2021 | Unidos                                          | FR175 (1 Wo.)FR | — | — | Erstveröffentlichung: 27. Juli 2018 mit Hasna |

Weitere Alben
- 1992: Tengo tengo
- 1998: Nomade
- 2003: Bamboleo
- 2004: Disque d’or

### Singles
| Jahr | Titel Album              | Höchstplatzierung, Gesamtwochen, AuszeichnungChartsChartplatzierungen (Jahr, Titel, Album, Platzierungen, Wochen, Auszeichnungen, Anmerkungen) | Anmerkungen                                                                        |
| Jahr | Titel Album              | FR | Anmerkungen                                                                        |
| ---- | ------------------------ | --- | ---------------------------------------------------------------------------------- |
| 1996 | Marina Vagabundo         | FR30 (9 Wo.)FR |                                                                                    |
| 1998 | Nomade "Ya rayah" Nomade | FR65 (6 Wo.)FR |                                                                                    |
| 2023 | La goffa Lolita –        | FR55 Diamant · (33 Wo.)FR | Erstveröffentlichung: 13. Oktober 2023 La Petite Culotte feat. Chico & the Gypsies |

Weitere Singles
- 2012: Le Gitan (feat. Daniel Guichard)
- 2012: My Way (feat. Patrick Fiori)
- 2013: Amor de mis amores
- 2013: Porompompero
- 2014: Me and Mrs Jones (mit Billy Paul)

### Gastbeiträge
- 2015: Cover von  Moru biancu è blù  im Duett mit Jean-Charles Papi auf dem Album Corsu Mezu Mezu